# تاریخ‌نامه هرات
تاریخ‌نامهٔ هرات قدیمی‌ترین تاریخ محلی بر جای مانده از هرات که توسط سیف بن محمد بن یعقوب هروی معروف به سیفی هروی تاریخ‌نگار سدهٔ هفتم هجری قمری نوشته شده‌است.
سیفی از طرف غیاث‌الدین کرت فرمان یافت کتابی در تاریخ هرات از زمان چنگیز و قتل و غارت هرات تا عصر خویش بنویسد.
تاریخ تألیف تاریخ‌نامه هرات معلوم نیست؛ احتمالاً تألیف کتاب در حدود ۷۲۱ هجری قمری، مقارن بازگشت غیاث‌الدین از سفر حج، پایان یافته‌است ؛ با این فرض و با توجه به آنکه سیفی این کتاب را در مدت دو سال و نیم فراهم آورده و به گزارش حوادث ۷۲۱ هجری قمری خاتمه داده‌است؛ احتمالاً در حدود ۷۱۸ هجری قمری تألیف آن را آغاز کرده‌است.
نسخهٔ اصلی این کتاب در کتابخانهٔ ملی هند در کلکته قرار دارد.
نسخهٔ حاضر با تصحیح غلامرضا طباطبایی مجد و مقدمهٔ دکتر زبیر صدیقی در قطع وزیری با جلد گالینگور در ۸۲۸ صفحه برای نخستین بار در سال ۱۳۸۳ هجری شمسی از سوی انتشارات اساطیر تهران منتشر شده‌است.

## شیوهٔ نگارش
تاریخ‌نامهٔ هرات به این سبب که دربارهٔ حوادث زمان مؤلف و مستند به اطلاعات شخصی یا گزارش راویان و شاهدان عینی است و نیز به جهت برخی تفاصیل منحصر به فرد، سند گرانبهایی از تاریخ هرات در سدهٔ هفتم و اوایل سدهٔ هشتم هجری و دوران فرمانروایی آل کرت است. افزون بر این هروی دربارهٔ وقایع پیش از دورهٔ خود از منابعی استفاده کرده که اکنون در دست نیستند.
ویژگی دیگر این کتاب این است که نویسندهٔ آن هنگام تألیف کتاب و نقل قضایا از مورخان پیش از خودش تقلید کورکورانه ننموده، هر مطلبی را پیش خود رسیدگی و بررسی می‌نمود. اگر مطمئن می‌شد که نویسنده راستگو و درست‌کردار بوده، از او اقتباس و روایت می‌کرد و الا به تصحیح اشتباهات آنان اقدام می‌نمود.
از دیگر ویژگی‌های این کتاب، عنایت ویژه به افتخارات باستانی است. وی هرگز حرمت و عظمت آن دوران پرافتخار را فراموش نکرده‌است.
این کتاب از جنبهٔ ادبی نیز شایان توجه است.